# Elezioni del Senato degli Stati Uniti d'America in Alabama del 1996
Le Elezioni del Senato degli Stati Uniti d'America in Alabama del 1996 si svolsero il 5 novembre. Il senatore statunitense democratico in carica Howell Heflin decise di ritirarsi. Il repubblicano Jeff Sessions vinse la contesa elettorale, diventando il primo del suo partito a conquistare la carica fin dai tempi della Ricostruzione nel 1868 e solo il secondo repubblicano di sempre ad essere popolarmente eletto al Senato degli Stati Uniti dall'Alabama.
Il giuramento o l'inaugurazione di Jeff Sessions segnò la prima volta dal 1871 che i repubblicani simultaneamente occuparono entrambi i seggi senatoriali.

## Primarie democratiche

### Candidati

#### Vincitore
- Roger Bedford, senatore di stato

#### Sconfitti
- Marilyn Q. Bromberg
- Glen Browder, rappresentante degli Stati Uniti dal 1989
- Natalie Davis, professoressa della scienza politica al Birmingham-Southern College

### Risultati
Risultati primari democratici del 4 giugno
| Candidati           | Voti    | %     |
| ------------------- | ------- | ----- |
| Roger Bedford       | 141.360 | 44,77 |
| Glen Browder        | 91.203  | 28,89 |
| Natalie Davis       | 71.588  | 22,67 |
| Marilyn Q. Bromberg | 11.573  | 3,67  |
| Totale              | 315.724 |       |

Risultati del ballottaggio democratico del 25 giugno
| Candidati     | Voti    | %     |
| ------------- | ------- | ----- |
| Roger Bedford | 141.747 | 61,59 |
| Glen Browder  | 88.415  | 38,41 |
| Totale        | 230.162 |       |

## Primarie repubblicane

### Risultati

#### Vincitore
- Jeff Sessions, procuratore generale dell'Alabama

#### Sconfitti
- Jimmy Blake, consigliere comunale di Birmingham
- Walter D. Clark, podologo e veterano del Vietnam
- Albert Lipscomb, senatore di stato
- Sid McDonald, ex senatore di stato
- Frank McRight, procuratore e candidato democratico per il 1º distretto congressuale di Alabama nel 1984
- Charles Woods, imprenditore e candidato perenne

### Risultati
Risultati primari repubblicani del 4 giugno
| Candidati       | Voti    | %     |
| --------------- | ------- | ----- |
| Jeff Sessions   | 82.373  | 37,81 |
| Sid McDonald    | 47.320  | 21,72 |
| Charles Woods   | 24.409  | 11,20 |
| Frank McRight   | 21.964  | 10,08 |
| Walter D. Clark | 18.745  | 8,60  |
| Jimmy Blake     | 15.385  | 7,06  |
| Albert Lipscomb | 7.672   | 3,52  |
| Totale          | 217.868 |       |

Risultati del ballottaggio repubblicano del 25 giugno
| Candidati     | Voti    | %     |
| ------------- | ------- | ----- |
| Jeff Sessions | 81.681  | 59,26 |
| Sid McDonald  | 56.156  | 40,74 |
| Totale        | 137.837 |       |

## Risultati
| Candidati      | Partiti        | Voti      | %     |
| -------------- | -------------- | --------- | ----- |
| Jeff Sessions  | Repubblicano   | 786.436   | 52,45 |
| Roger Bedford  | Democratico    | 681.651   | 45,46 |
| Mark Thornton  | Libertario     | 21.550    | 1,44  |
| Charles Hebner | Legge Naturale | 9.123     | 0,61  |
| Write-in       | Nessun partito | 633       | 0,04  |
| Totale         | Totale         | 1.499.393 |       |